# بخش امراواتی
بخش امراواتی (به انگلیسی: Amravati district) یک بخش در هند است که در مهاراشترا واقع شده‌است.

## خصوصیات
بخش امراواتی ۱۲٬۲۳۵ کیلومترمربع مساحت و ۲۸٬۸۷٬۸۲۶ نفر جمعیت دارد.